# Metaphycus shaanxiensis
Metaphycus shaanxiensis är en stekelart som beskrevs av Dang och Wang 2002. Metaphycus shaanxiensis ingår i släktet Metaphycus och familjen sköldlussteklar. Inga underarter finns listade i Catalogue of Life.